# Zamenjalna šifra
Zamenjalna šifra je v kriptografiji postopek šifriranja, kjer se neki znak originalnega teksta nadomesti z enim ali več znaki šifriranega teksta.
Razlikujeta se dve metodi in sicer:
- monoalfabetska zamenjalna šifra. Pri tej se ves čas pošiljanja šifriranih sporočil ali vsaj v enem sporočilu ne spreminja povezava med znaki odprtega teksta in znaki šifriranega teksta.
- poligrafska zamenjalna šifra. Pri tej se tudi v postopku enega sporočila spreminja povezava med črkami odprtega teksta in znaki, s katerimi se nadomestija v šifriranem tekstu.

Monoalfabetske zamenjalne šifre se v kriptografiji označujejo sistemi šifriranje teksta, pri katerih se neka črka ali znak v odprtem (originalnem) besedilu vedno nadomesti z isto črko ali znakom.

## Cezarjeva šifra
Pri tej izredno enostavno metodi šifriranja se posamezna črka nadomesti z drugo črko, ki je določeno število mest naprej v abecedi. Velikost zamika je ključ šifre. Julij Cezar je vedno uporabljal ključ 3. Naslednji primer prikazuje šifriranje po tem ključu. Čeprav je sistem izredno enostaven, je bil verjetno za tedanje Galce in Germane »nezlomljiv«.
- Primer uporabe Cezarjeve šifre:

```
 Standardna abeceda: ABCČDEFGHIJKLMNOPQRSŠTUVWXYZŽ
 Tajna abeceda:      DEFGHIJKLMNOPQRSŠTUVWXYZŽABCČ
```

```
 NOVAKJANEZ -> RSZDONDRIC (zakodirano NovakJanez)
```

## Izdelava ključa za enostavne monoalfabetske zamenjalne šifre
Pri teh metodah se neka črka odprtega teksta zamenja z neko črko (vedno isto) tajne abecede. Taka tajna abeceda se lahko izdela na več načinov.
- popolnoma slučajni vrstni red črk v tajni abecedi. Določi se popolnoma slučajni vrstni red črk v tajni abecedi. Pošiljatelj in prejemnik sporočila morata imeti to tajno abecedo.

```
 Original: ABCČDEFGHIJKLMNOPQRSŠTUVWXYZŽ
    Ključ: UFLPWŽDRASJMCŠONQYBVTEXHZČKGI
```

- dolgo geslo in zamenjava ostalih črk po vrstnem redu v abecedi. Pod originalno abecedo se najprej napiše geslo (vsaka črka samo enkrat) in nato po vrstnem redu v abecedi neporabljene črke. Ker se zadnje črke originalne abecede nadomeščajo z istimi črkami, je zaželeno (boljše za varnost), da so v geslu tudi črke s konca abecede.

```
 Original: ABCČDEFGHIJKLMNOPQRSŠTUVWXYZŽ
    Ključ: NOVAKJEZBCČDFGHILMPQRSŠTUWXY
Ž
  (NOVAK JANEZ)
    Ključ: ABRKDCČEFGHIJLMNOPQ
SŠTUVWXYZŽ
  (ABRAKADABRA)
```

- Atbash Tajna abeceda je napisana po obratnem vrstnem redu (Ž -> A):

```
 Original: ABCČDEFGHIJKLMNOPQRSŠTUVWXYZŽ
    Ključ: ŽZYXWVUTŠSRQPONMLKJIHGFEDČCBA
```

- Cezarjeva šifra - glejte zgoraj - zamik za 7 mest:

```
 Original: ABCČDEFGHIJKLMNOPQRŠSTUVWXYZŽ
    Ključ: GHIJKLMNOPQRSŠTUVWXYZŽABCČDEF
```

Od teh metod je najbolj varna slučajno izbrana tajna abeceda. Ta omogoča {\displaystyle 26!} možnih ključev, kar je {\displaystyle 2^{88}} ali 88 bitov. Kljub velikemu številu ključev te metode niso varne. Iz dovolj dolgega šifriranega teksta (praktično zadošča približno 100 znakov) se da izračunati frekvenca posameznih znakov v tajnem tekstu. Ob primerjavi z normalno frekvenco črk v jeziku, v katerem je napisan tajni tekst (ko sta znana pošiljatelj in prejemnik), se da dešifrirati nekaj črk (najpogostejših), za ostale besede pa se uporabi ugibanje posameznih besed in kontrola ali zamenjave delujejo v celem tekstu.

## Šifriranje
Šifriranje poteka tako, da se posamezna črka odprtega teksta zamenja s prirejeno črko v ključu. Primer:
```
      Original: ABCČDEFGHIJKLMNOPQRSŠTUVWXYZŽ
         Ključ: UFLPWŽDRASJMCŠONQYBVTEXHZČKGI
   Odprt tekst: Dolg ključ in zamenjava ostalih črk 
Šifriran tekst: Wnca mcjxp so gušžojuhu nveucsa pbm 
```

Zaradi zmanjšanja možnosti lomljenja šifre se šifriran tekst praviloma pošilja brez presledkov, pomembna ločila pa se nadomestijo z besedami (pika, vejica, ...).
Dešifriranje pri znanem ključu poteka v obratni smeri, to je črka iz ključa se zamenja s črko iz originalne abecede.
Slučajno izbrana tajna abeceda je bistveno varnejša od Cezarjeve šifre, saj namesto 25 nudi kar 26! (26 fakulteta) možnosti, to pa je približno 4000 * 1023 možnosti.

## Lomljenje šifre z iskanjem vzorca
Ker je pri monoalfabetski ista črka odprtega teksta zamenjana vedno z isto črko v ključu, se za lomljenje odpirata še dve možnosti, lahko v kombinaciji z zgornjo.

### Dvojne črke
V nekaterih jezikih so pogoste dvojne črke (dve enaki črki zaporedoma), vendar samo nekatere. V šifriranem tekstu se poišče take pare enakih črk in jih zamenja z verjetno črko. Za slovenščino ni uporabno.

### Iskanje pričakovane besede
Če lomilec šifre vsaj približno ve, kakšna je vsebina sporočila izbere nekaj pričakovanih besed in išče ustrezno mesto v šifriranem tekstu. Uporabi se lahko samo besede, v katerih se vsaj ena črka ponovi. Tako besedo se napiše na rob papirja in premika nad šifriranim tekstom. Ko se ujamejo v pričakovani besedi in šifriranem tekstu pri ponovljenih črkah isti znaki, je možno, da se je odkrilo nekaj črk šifre. Na primer če se ve, da pošilja sporočilo slovenska ambasada v Londonu se lahko pričakuje besede, kot so Velika Britanija, pre'dse'dnik vlade, ....
- Primer (pričakovana beseda je INTERNET:

```
        Iščemo:  INTERNET
Šifriran tekst: XNASXUAXSXNA
  'INTERNET' -> 'NASXUAXS'
```

## Primer lomljenja šifre
Šifriran tekst
```
čDTFBŽA RD YFZVMHŽB VM RD PŽBF UDčWŽKVJMRčDWDIM KFJDTPHM BMKŽ ŽXHDADKF HDčKF
FYFXFHŽBF VM čD PFVF čŽKVŽGMWŽ YHFWŽ DKFWKŽ VMJAKŽ čWFYKRŽ ZYHBŽ WZVŽ X     
HDŠDHDKVZTFT AD PF WHDPM ŽXHMXŽB RD ZYMKRD VM PFVF WF FYFXFHŽBF čBŽUMBŽ WMGF
HDŠFHTMWFHRŽ GFW YFBŽWŽGŽ AD ND KŽčF čBŽUMBŽ čŽKVŽGMBKŽC MHIZTDKWFJ ŽK JDAŽKD
čWHFGD GFW DGFKFTŽčWFJ čFEŽFBFIFJ ŽK YFBŽWFBFIFJ čF YM TFHVM BD YFčBZUMBŽ ŽK 
čBŽUMBŽ JčMR MHIZTDKWD čWHFGFJKRMGFJ KM KDVMJKDT TDVKMHFVKDT ŠFHZTZ, RD VDRMB
čDTFBŽA
```

V tem šifriranem tekstu je pogostost posameznih črk:
```
L 00, O 00, Q 00, S 00, E 01, C 01, N 01, Š 03, I 05,
V 05, P 06, X 06, A 07, G 10, Z 10, R 11, Y 11, T 14,
Z 14, V 17, Č 20, W 20, H 22, B 24, K 28, M 30, D 37,
Ž 42, F 54.
```

Tu Arhivirano 2006-10-01 na Wayback Machine. so podatki o pogostosti posameznih črk v slovenščini in drugih statističnih podatkih.
Najpogostejše črke so E (10,7 %), A (10,5 %), O (9 %), in I (9 %)....
Ker odstopanja med črkami niti v slovenščini niti v šifriranem tekstu niso posebno velika (signifikantna), začnejo iskati besede z dvema črkama, ki imajo večkrat isti par črk. Iščejo kombinacijo dveh enakih črk (ena mora biti F, Ž ali D) za zelo pogosto besede JE. Kombinacija RD nastopa štirikrat, poleg tega je črka D še nekajkrat v dvočrkovnih besedah, kar je v slovenščini pogosto (se, če, ...).
Nadomestijo najprej na vseh mestih (v vrstici pod šifriranim tekstom) D -> E in črko R -> J.
Sedaj imajo delno dešifriran tekst:
```
čDTFBŽA RD YFZVMHŽB VM RD PŽBF UDčWŽKVJMRčDWDIM KFJDTPHM BMKŽ ŽXHDADKF HDčKF
 E      JE             JE       E       J E        E             E  E   E   
FYFXFHŽBF VM čD PFVF čŽKVŽGMWŽ YHFWŽ DKFWKŽ VMJAKŽ čWFYKRŽ ZYHBŽ WZVŽ X     
              E                      E                  J                   
HDŠDHDKVZTFT AD PF WHDPM ŽXHMXŽB RD ZYMKRD VM PFVF WF FYFXFHŽBF čBŽUMBŽ WMGF
              E      E           JE     JE                                  
HDŠFHTMWFHRŽ GFW YFBŽWŽGŽ AD ND KŽčF čBŽUMBŽ čŽKVŽGMBKŽC MHIZTDKWFJ ŽK JDAŽKD
 E        J                E  E                               E         E   E
čWHFGD GFW DGFKFTŽčWFJ čFEŽFBFIFJ ŽK YFBŽWFBFIFJ čF YM TFHVM BD YFčBZUMBŽ ŽK 
     E     E                                                                 
čBŽUMBŽ JčMR MHIZTDKWD čWHFGFJKRMGFJ KM KDVMJKDT TDVKMHFVKDT ŠFHZTZ, RD VDRMB
           J      E            J         E    E   E       E          JE  EJ  
čDTFBŽA
 E     
```

Po raznih neuspelih poskusih izberejo besedo IN. Iščejo dvočrkovne bedede, ki imajo na prvem mestu F ali Ž, na drugem pa enako črko. Kombinacija ŽK nastopa dvakrat, zato nadomestijo Ž z I in K z N. Dobijo naslednjo verzijo:
```
čDTFBŽA RD YFZVMHŽB VM RD PŽBF UDčWŽKVJMRčDWDIM KFJDTPHM BMKŽ ŽXHDADKF HDčKF
 E   I  JE       I     JE  I    E  I    J E     N  E       NI I  E EN   E   
FYFXFHŽBF VM čD PFVF čŽKVŽGMWŽ YHFWŽ DKFWKŽ VMJAKŽ čWFYKRŽ ZYHBŽ WZVŽ X     
      I       E       IN I         I E    I     NI     NJI     I    I       
HDŠDHDKVZTFT AD PF WHDPM ŽXHMXŽB RD ZYMKRD VM PFVF WF FYFXFHŽBF čBŽUMBŽ WMGF
      N       E      E   I    I  JE    NJE                  I     I   I     
HDŠFHTMWFHRŽ GFW YFBŽWŽGŽ AD ND KŽčF čBŽUMBŽ čŽKVŽGMBKŽC MHIZTDKWFJ ŽK JDAŽKD
 E        JI        I I I  E  E NI     I   I  IN     NI       EN    IN  E INE
čWHFGD GFW DGFKFTŽčWFJ čFEŽFBFIFJ ŽK YFBŽWFBFIFJ čF YM TFHVM BD YFčBZUMBŽ ŽK 
     E     E  N  I        I       IN    I                               I IN 
čBŽUMBŽ JčMR MHIZTDKWD čWHFGFJKRMGFJ KM KDVMJKDT TDVKMHFVKDT ŠFHZTZ, RD VDRMB
  I   I    J      EN          NJ         E   NE   E       E          JE  EJ  
čDTFBŽA
 E   I 
```

Ker je najpogostejša črka, s katero se začenjajo besede, S, najpogostejšo začetnico Č, zamenjajo s črko S.
```
čDTFBŽA RD YFZVMHŽB VM RD PŽBF UDčWŽKVJMRčDWDIM KFJDTPHM BMKŽ ŽXHDADKF HDčKF
SE   I  JE       I     JE  I    ES I    JSE     N  E       NI I  E EN   ES  
FYFXFHŽBF VM čD PFVF čŽKVŽGMWŽ YHFWŽ DKFWKŽ VMJAKŽ čWFYKRŽ ZYHBŽ WZVŽ X     
      I      SE      SIN I         I E    I     NI     NJI     I    I       
HDŠDHDKVZTFT AD PF WHDPM ŽXHMXŽB RD ZYMKRD VM PFVF WF FYFXFHŽBF čBŽUMBŽ WMGF
      N       E      E   I    I  JE    NJE                  I   S I   I     
HDŠFHTMWFHRŽ GFW YFBŽWŽGŽ AD ND KŽčF čBŽUMBŽ čŽKVŽGMBKŽC MHIZTDKWFJ ŽK JDAŽKD
 E        JI        I I I  E  E NIS  S I   I SIN     NI       EN    IN  E INE
čWHFGD GFW DGFKFTŽčWFJ čFEŽFBFIFJ ŽK YFBŽWFBFIFJ čF YM TFHVM BD YFčBZUMBŽ ŽK 
S    E     E  N  IS    S  I       IN    I                               I IN 
čBŽUMBŽ JčMR MHIZTDKWD čWHFGFJKRMGFJ KM KDVMJKDT TDVKMHFVKDT ŠFHZTZ, RD VDRMB
S I   I  S J      EN   S      NJ         E   NE   E       E          JE  EJ  
čDTFBŽA
SE   I 
```

Za črki A in O odprtega teksta sta na razpolago v šifriranem tekstu črki M in F.
Po neuspelem poskusu M -> O in F-> A naredijo zamenjavo M -> A in F -> O
```
čDTFBŽA RD YFZVMHŽB VM RD PŽBF UDčWŽKVJMRčDWDIM KFJDTPHM BMKŽ ŽXHDADKF HDčKF
SE O I  JE       I     JE  I O  ES I   AJSE   A NO E   A   NI I  E ENO  ES O
FYFXFHŽBF VM čD PFVF čŽKVŽGMWŽ YHFWŽ DKFWKŽ VMJAKŽ čWFYKRŽ ZYHBŽ WZVŽ X     
O O O I O    SE  O O SIN I       O I E O  I  A  NI     NJI     I    I       
HDŠDHDKVZTFT AD PF WHDPM ŽXHMXŽB RD ZYMKRD VM PFVF WF FYFXFHŽBF čBŽUMBŽ WMGF
      N  O    E  O   E   I  A I  JE   ANJE     O    O O O O I O S I A I  A O
HDŠFHTMWFHRŽ GFW YFBŽWŽGŽ AD ND KŽčF čBŽUMBŽ čŽKVŽGMBKŽC MHIZTDKWFJ ŽK JDAŽKD
 E O  A   JI  O   O I I I  E  E NISO S I A I SIN   A NI  A    EN    IN  E INE
čWHFGD GFW DGFKFTŽčWFJ čFEŽFBFIFJ ŽK YFBŽWFBFIFJ čF YM TFHVM BD YFčBZUMBŽ ŽK 
S  O E  O  E ONO IS    S  I       IN    I            A     A          A I IN 
čBŽUMBŽ JčMR MHIZTDKWD čWHFGFJKRMGFJ KM KDVMJKDT TDVKMHFVKDT ŠFHZTZ, RD VDRMB
S I A I  SAJ A    EN   S    O NJ  O   A  E A NE   E  A    E          JE  EJA 
čDTFBŽA
SE O I 
```

Sedaj je potrebno dodatno ugibanje ali nekaj podatkov. Vejo, da je besedilo poslal neki sindikat. Dve besedi se začenjata s SIN Sedaj nadomestijo črke v teh besedah, vsaj na začetku besede.
Nadomeščajo: V -> D, G -> K. Uganejo prva beseda SINDI pomeni sindikati in zamenjajo W -> T. Druga beseda SINDIKA NI  je verjetno Sindikalni(h ali m). Zato zamenjajo samo B -> L.
```
čDTFBŽA RD YFZVMHŽB VM RD PŽBF UDčWŽKVJMRčDWDIM KFJDTPHM BMKŽ ŽXHDADKF HDčKF
SE OLI  JE    DA I  DA JE  I O  EST ID OJSETE A NO E   A LANI I  E ENO  ES O
FYFXFHŽBF VM čD PFVF čŽKVŽGMWŽ YHFWŽ DKFWKŽ VMJAKŽ čWFYKRŽ ZYHBŽ WZVŽ X     
O O O ILO DA SE  ODO SINDIKATI   OTI E OT I DA  NI   O NJI     I T  I       
HDŠDHDKVZTFT AD PF WHDPM ŽXHMXŽB RD ZYMKRD VM PFVF WF FYFXFHŽBF čBŽUMBŽ WMGF
      ND  O   E  O T E A I  A IL JE   ANJE DA  O O  O       I   SLI ALI TAKO
HDŠFHTMWFHRŽ GFW YFBŽWŽGŽ AD ND KŽčF čBŽUMBŽ čŽKVŽGMBKŽC MHIZTDKWFJ ŽK JDAŽKD
 E    ATO JI KOT  OLITIKI  E  E NISO SLI ALI SINDIKALNI  A    ENTO  IN  E INE
čWHFGD GFW DGFKFTŽčWFJ čFEŽFBFIFJ ŽK YFBŽWFBFIFJ čF YM TFHVM BD YFčBZUMBŽ ŽK 
ST  KE KOT EKON  IST   S  I       IN    IT    O   O  A  O  A     O    A I IN 
čBŽUMBŽ JčMR MHIZTDKWD čWHFGFJKRMGFJ KM KDVMJKDT TDVKMHFVKDT ŠFHZTZ, RD VDRMB
S I ALI  SAJ A    ENT  ST     NJAKO   A  EDA NE   ED A OD E          JE DEJAL
čDTFBŽA
SE OLI 
```

Prva in zadnja beseda sta verjetno SEMOLIČ (T -> M, A -> Č).
```
čDTFBŽA RD YFZVMHŽB VM RD PŽBF UDčWŽKVJMRčDWDIM KFJDTPHM BMKŽ ŽXHDADKF HDčKF
SEMOLIČ JE    DA I  DA JE  I O  EST ID OJSETE A NO E   A LANI I  EČENO  ES O
FYFXFHŽBF VM čD PFVF čŽKVŽGMWŽ YHFWŽ DKFWKŽ VMJAKŽ čWFYKRŽ ZYHBŽ WZVŽ X     
O O O ILO DA SE  ODO SINDIKATI   OTI E OT I DA ČNI   O NJI     I T  I       
HDŠDHDKVZTFT AD PF WHDPM ŽXHMXŽB RD ZYMKRD VM PFVF WF FYFXFHŽBF čBŽUMBŽ WMGF
      ND MOM ČE  O T E A I  A IL JE   ANJE DA  O O  O       I   SLI ALI TAKO
HDŠFHTMWFHRŽ GFW YFBŽWŽGŽ AD ND KŽčF čBŽUMBŽ čŽKVŽGMBKŽC MHIZTDKWFJ ŽK JDAŽKD
 E    ATO JI KOT  OLITIKI  E  E NISO SLI ALI SINDIKALNI  A    ENTO  IN  E INE
čWHFGD GFW DGFKFTŽčWFJ čFEŽFBFIFJ ŽK YFBŽWFBFIFJ čF YM TFHVM BD YFčBZUMBŽ ŽK 
ST  KE KOT EKON MIST   S  I       IN    IT    O   O  A MO  A     O    A I IN 
čBŽUMBŽ JčMR MHIZTDKWD čWHFGFJKRMGFJ KM KDVMJKDT TDVKMHFVKDT ŠFHZTZ, RD VDRMB
S I ALI  SAJ A   MENT  ST     NJAKO   A  EDA NEM MED A OD EM      M  JE DEJAL
čDTFBŽA
SEMOLIČ
```

Sedaj je tekst dovolj jasen, da z iskanjem besed (kot sindikati in Semolič) odkrijejo še druge črke in dobijo odprt tekst:
```
čDTFBŽA RD YFZVMHŽB VM RD PŽBF UDčWŽKVJMRčDWDIM KFJDTPHM BMKŽ ŽXHDADKF HDčKF
SEMOLIČ JE POUDARIL DA JE BILO ŠESTINDVAJSETEGA NOVEMBRA LANI IZREČENO RESNO
FYFXFHŽBF VM čD PFVF čŽKVŽGMWŽ YHFWŽ DKFWKŽ VMJAKŽ čWFYKRŽ ZYHBŽ WZVŽ X     
OPOZORILO DA SE BODO SINDIKATI PROTI ENOTNI DAVČNI STOPNJI UPRLI TUDI Z     
HDŠDHDKVZTFT AD PF WHDPM ŽXHMXŽB RD ZYMKRD VM PFVF WF FYFXFHŽBF čBŽUMBŽ WMGF
REFERENDUMOM ČE BO TREBA IZRAZIL JE UPANJE DA BODO TO OPOZORILO SLIŠALI TAKO
HDŠFHTMWFHRŽ GFW YFBŽWŽGŽ AD ND KŽčF čBŽUMBŽ čŽKVŽGMBKŽC MHIZTDKWFJ ŽK JDAŽKD
REFORMATORJI KOT POLITIKI ČE ŽE NISO SLI ALI SINDIKALNIH ARGUMENTOV IN VEČINE
čWHFGD GFW DGFKFTŽčWFJ čFEŽFBFIFJ ŽK YFBŽWFBFIFJ čF YM TFHVM BD YFčBZUMBŽ ŽK 
STROKE KOT EKONOMISTOV SOCIOLOGOV IN POLITOLOGOV SO PA MORDA LE POSLUŠALI IN 
čBŽUMBŽ JčMR MHIZTDKWD čWHFGFJKRMGFJ KM KDVMJKDT TDVKMHFVKDT ŠFHZTZ, RD VDRMB
SLIŠALI VSAJ ARGUMENZE STROKOVMJAKOV NA NEDAVNEM MEDNARODNEM FORUMU. JE DEJAL
čDTFBŽA
SEMOLIČ
```

Šifre za posamezne črke:
```
ABCČDEFGHIJKLMNOPQRSŠTUVXYWZŽ
MPEAVDŠICŽRGBTKFYOHČUWZJSLQXN
```

## Možne dopolnitve za izboljšanje varnosti

### Delitev teksta
Če se tekst pošilja z originalnimi presledki med besedami je bistveno bolj odrt za "lomljenje". Zato se v šifriranem teksti raje brišejo presledki med besedami in se sporočilo deli na bloke po na primer 5 znakov. Predvsem v angleščini, nemščini, francoščini, ... so pred samostalniki členi (v nemščini der, den, die, das, dem, ...). Če so ti nizi znakov ločeni to zelo olajša "lomljenje" šifre.
Tako bi zgornji šifriran tekst izgledal tako (samo del):
```
čDTFB ŽARDY FZVMH ŽBVMR PŽBFU DčWŽK VJMRč DWDIM KFJDT PHMBM KŽŽXH DADKF  HDčKF
```

### Več znakov za isto črko
Ena od bistvenih pomanjklivost tega sistema je, da se da z normalno pogostostjo črk v nekem jeziku zelo zanesljivo ugotoviti nekaj črk, predvsem samoglasnikov. Zato se za črke z največjo pogostostjo pojavljanja določi več črk, ki jo nadomeščajo. Sporočila šifrirana na ta način so se pošiljala praviloma po radijskih zvezah z Morsejevo abecedo. Ker se v tej abecedi ne da uporabiti črk v drugih abecedah (na primer grških) in ker se števila prenašajo praviloma kot besede (12 -> dvanajst - to zmabnjšuje možnost napačnega sprejema števil). Če je v besedi dvanajst napačno šifrirana ali dešifrirana ena črka bo prejemnik pravilno razumel sporočilo, če je sprejeta napačna številka (na primer namesto napadite 12.12.  je sprejeto napadite 13.12.) ima to lahko usodne posledice. Zato se kot dodatni znaki za črke praviloma uporabljajo znaki za števke.
Primer take zamenjalne šifre:
```
ABCČDEFGHIJKLMNOPQRSŠTUVXYWZŽ
MPEA5DŠICŽRGBTKFYOHČUWZ2SLQXN
3 1  V  S      32
  7
```

Z polialfabetsko zamenjalno šifro se v [[kriptologija|kriptologiji označuje postopek šifriranja, pri katerem nadomestijo neko črko ali znak različne črke in/ali znaki. V nasprotju z nonoalfabetsko zamenjalno šifro se šifriranje uporabi več tajnih abeced.

## Cezarjeva šifra z naraščajočim indeksom
Ta metoda je zelo podobna osnovni Cezarjevi šifri. Razlika je v tem, da se za šifriran znak vedno izbere črka, ki je v abecedi za toliko mest naprej, kot je pozicija te črke v odprtem tekstu.
- Primer:

```
   Odprt tekst: I N T E R N E T
      Pozicija: 1 2 3 4 5 6 7 8
Šifriran tekst: J P W I V š L A
```

## Vigenère šifra
Vigenère šifra (po Blaise de Vigenère) je veljala dolgo za varen šifrirni sistem. Dolžina ključa določa koliko tajnih abeced se uporablja. Te abecede so Cezarjeve šifre. Mesto v abecedi, ki pripada posamezni črki ključa določa, za koliko mest se premekne pripadajoča črka odprtega teksta. Črka A pomeni zamik 0 mest (črka ostane nespremenjena)m črka B zamik za eno mesto in tako naprej. Ker je ključ praviloma krajši od teksta, se ga ponovi.
britanskemu matematiku Charlesu Babbageju je okrog leta 1865 uspelo prvič zlomiti to šifro, vendar tega uspeha iz razumljivih razlogov niso objavili. Pruskemu oficirju Friedrichu Kasiskemu je tudi uspelo to leta 1863. Svoj uspeh je objavil in prišel tako v zgodovino.
Primer:
Ključ je NOVAK, odprti tekst pa LJUBLJANA
```
         Tekst:  LJUBLJANA
         Ključ:  NOVAKNOVA
Šifriran tekst:  YXOBVWOHA
```

Šifriranje in dešifriranje se olajša s posebno tabelo:
|                                                           |                                                           | Tekst |                   |
| A B C Č D E F G H I J K L M N O P Q R S Š T U V W X Y Z Ž |                                                           | |                   |
| K l j u č                                                 | A B C Č D E F G H I J K L M N O P Q R S Š T U V W X Y Z Ž | A B C Č D E F G H I J K L M N O P Q R S Š T U V W X Y Z Ž B C Č D E F G H I J K L M N O P Q R S Š T U V W X Y Z Ž A C Č D E F G H I J K L M N O P Q R S Š T U V W X Y Z Ž A B Č D E F G H I J K L M N O P Q R S Š T U V W X Y Z Ž A B C D E F G H I J K L M N O P Q R S Š T U V W X Y Z Ž A B C Č E F G H I J K L M N O P Q R S Š T U V W X Y Z Ž A B C Č D F G H I J K L M N O P Q R S Š T U V W X Y Z Ž A B C Č D E G H I J K L M N O P Q R S Š T U V W X Y Z Ž A B C Č D E F H I J K L M N O P Q R S Š T U V W X Y Z Ž A B C Č D E F G I J K L M N O P Q R S Š T U V W X Y Z Ž A B C Č D E F G H J K L M N O P Q R S Š T U V W X Y Z Ž A B C Č D E F G H I K L M N O P Q R S Š T U V W X Y Z Ž A B C Č D E F G H I J L M N O P Q R S Š T U V W X Y Z Ž A B C Č D E F G H I J K M N O P Q R S Š T U V W X Y Z Ž A B C Č D E F G H I J K L N O P Q R S Š T U V W X Y Z Ž A B C Č D E F G H I J K L M O P Q R S Š T U V W X Y Z Ž A B C Č D E F G H I J K L M N P Q R S Š T U V W X Y Z Ž A B C Č D E F G H I J K L M N O Q R S Š T U V W X Y Z Ž A B C Č D E F G H I J K L M N O P R S Š T U V W X Y Z Ž A B C Č D E F G H I J K L M N O P Q S Š T U V W X Y Z Ž A B C Č D E F G H I J K L M N O P Q R Š T U V W X Y Z Ž A B C Č D E F G H I J K L M N O P Q R S T U V W X Y Z Ž A B C Č D E F G H I J K L M N O P Q R S Š U V W X Y Z Ž A B C Č D E F G H I J K L M N O P Q R S Š T V W X Y Z Ž A B C Č D E F G H I J K L M N O P Q R S Š T U W X Y Z Ž A B C Č D E F G H I J K L M N O P Q R S Š T U V X Y Z Ž A B C Č D E F G H I J K L M N O P Q R S Š T U V W Y Z Ž A B C Č D E F G H I J K L M N O P Q R S Š T U V W X Z Ž A B C Č D E F G H I J K L M N O P Q R S Š T U V W X Y Ž A B C Č D E F G H I J K L M N O P Q R S Š T U V W X Y Z | S k r i t e k s t |

## Autokey šifra
Ker se v Vigenère šifri ključ ponavlja to olajša lomljenje šifre. Tej pomajklivosti se da izogniti tako, da se za ključem doda začetek odprtega teksta.
Primer:
```
         Tekst:  LJUBLJANA
Ključna beseda:  NOVAK
         Ključ:  NOVAKLJUB
Šifriran tekst:  YXOBVUJGC
```